# Pătrat vedic
| {\displaystyle \circ } | 1 | 2 | 3 | 4 | 5 | 6 | 7 | 8 | 9 |
| ---------------------- | - | - | - | - | - | - | - | - | - |
| 1                      | 1 | 2 | 3 | 4 | 5 | 6 | 7 | 8 | 9 |
| 2                      | 2 | 4 | 6 | 8 | 1 | 3 | 5 | 7 | 9 |
| 3                      | 3 | 6 | 9 | 3 | 6 | 9 | 3 | 6 | 9 |
| 4                      | 4 | 8 | 3 | 7 | 2 | 6 | 1 | 5 | 9 |
| 5                      | 5 | 1 | 6 | 2 | 7 | 3 | 8 | 4 | 9 |
| 6                      | 6 | 3 | 9 | 6 | 3 | 9 | 6 | 3 | 9 |
| 7                      | 7 | 5 | 3 | 1 | 8 | 6 | 4 | 2 | 9 |
| 8                      | 8 | 7 | 6 | 5 | 4 | 3 | 2 | 1 | 9 |
| 9                      | 9 | 9 | 9 | 9 | 9 | 9 | 9 | 9 | 9 |

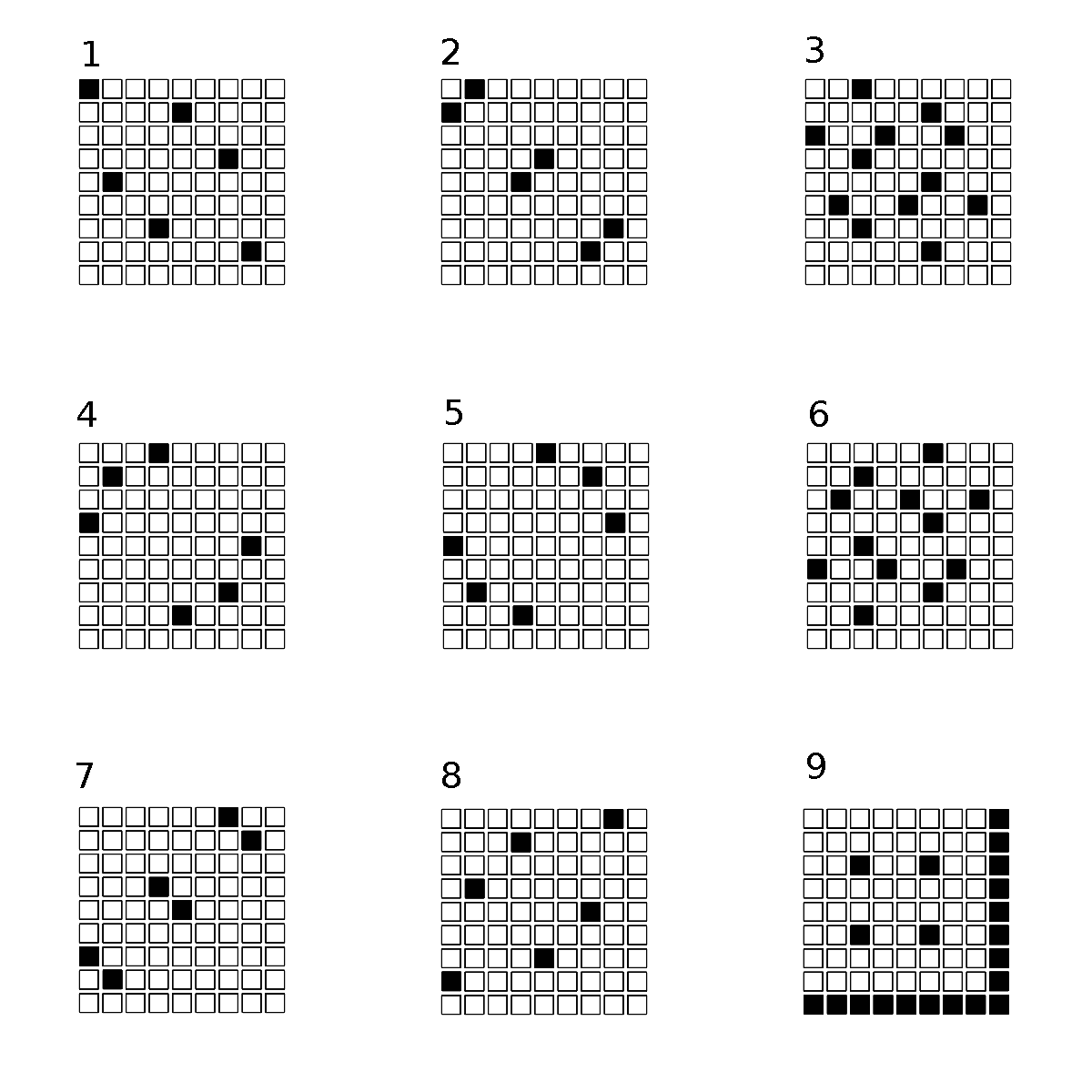
Evidențierea poziției cifrelor în pătratul vedic dezvăluie aranjări distincte, fiecare cu o formă de simetrie de reflexie

În matematica indiană un pătrat Vedic este o variantă de tablă a înmulțirii 9 × 9 unde valoarea din fiecare căsuță este rădăcina digitală a produsului cifrelor din rândul și coloana căsuței, adică a restului împărțirii acestui produs la 9 (cu restul 0 înlocuit cu 9). Într-un pătrat vedic pot fi observate numeroase modele geometrice și simetrii, dintre care unele pot fi găsite în arta islamică tradițională.

## Proprietăți algebrice
Pătratul Vedic poate fi privit ca tabla înmulțirii monoidului {\displaystyle ((\mathbb {Z} /9\mathbb {Z} )^{\times },\{1,\circ \})} unde {\displaystyle \mathbb {Z} /9\mathbb {Z} } este mulțimea numerelor întregi pozitive împărțite în clase de resturi modulo nouă. (Operatorul  {\displaystyle \circ } se referă la înmulțirea abstractă dintre elementele acestui monoid).
Dacă {\displaystyle a,b} sunt elementele {\displaystyle ((\mathbb {Z} /9\mathbb {Z} )^{\times },\{1,\circ \})} atunci {\displaystyle a\circ b} poate fi definit ca {\displaystyle (a\times b)\mod {9}}, unde elementul 9 este folosit pentru clasa de reziduuri în loc de valoarea tradițională 0.
Acesta nu este un grup deoarece nu orice element diferit de zero are un element invers corespunzător; de exemplu {\displaystyle 6\circ 3=9} dar nu există {\displaystyle a\in \{1,\cdots ,9\}} astfel încât {\displaystyle 9\circ a=6.}.

### Proprietăți ale subseturilor
| {\displaystyle \circ } | 1 | 2 | 4 | 5 | 7 | 8 |
| ---------------------- | - | - | - | - | - | - |
| 1                      | 1 | 2 | 4 | 5 | 7 | 8 |
| 2                      | 2 | 4 | 8 | 1 | 5 | 7 |
| 4                      | 4 | 8 | 7 | 2 | 1 | 5 |
| 5                      | 5 | 1 | 2 | 7 | 8 | 4 |
| 7                      | 7 | 5 | 1 | 8 | 4 | 2 |
| 8                      | 8 | 7 | 5 | 4 | 2 | 1 |

Subsetul {\displaystyle \{1,2,4,5,7,8\}} formează un grup ciclic cu 2 ca o alegere ca generator — acesta este grupul multiplicativ al unității dintr-un inel {\displaystyle \mathbb {Z} /9\mathbb {Z} }. Fiecare coloană și rând conține toate cele șase numere — deci acest subset formează un pătrat latin.

## De la două dimensiuni la trei
Un cub vedic este definit ca dispunerea fiecărei rădăcini digitale într-o tablă a înmulțirii tridimensională.

## Pătrate vedice în alte baze de numerație

Pătrate vedică în bazele 100 (stânga) și 1000 (dreapta)

Pentru a analiza tiparele simetrice care apar, se pot calcula pătrate vedice în baze mai mari folosind calculul de mai sus, {\displaystyle (a\times b)\mod {({\textrm {base}}-1)}}. Imaginile din această secțiune sunt codificate prin culori, astfel încât o rădăcina digitală 1 este reprezentată printr-o culoare închisă, iar rădăcina digitală (baza-1) este reprezentată printr-o culoare deschisă.